# Ryan Julius
Pour les articles homonymes, voir Julius.
Ryan Cowen Julius, né le 19 juillet 1995 au Cap, est un joueur de hockey sur gazon sud-africain. Il évolue au poste de milieu de terrain ou d'attaquant à l'Almeerse HC, aux Pays-Bas et avec l'équipe nationale sud-africaine.
Il participe aux Jeux olympiques d'été de 2020.

## Carrière

### Coupe d'Afrique
- : 2017

### Jeux olympiques
- Premier tour : 2020

### Jeux du Commonwealth
- Premier tour : 2018